# Деттельбах
Деттельбах (нім. Dettelbach) — місто в Німеччині, розташоване в землі Баварія. Підпорядковується адміністративному округу Нижня Франконія. Входить до складу району Кітцинген.
Площа — 60,94 км2. Населення становить 7266 ос. (станом на 31 грудня 2020).